# Острів (фільм, 2000)
«Острів» (кор. 섬) — південнокорейський фільм 2000 року, режисером і сценаристом якого є Кім Кі Дук. Цей фільм став п'ятим у його кар'єрі та першим, який отримав широку популярність в інших країнах. Фільм містить сцени насильства, які були негативно сприйняті глядачами під час прем'єри на 57-му Венеціанському кінофестивалі.
Головні ролі у фільмі виконують Со Джон та Кім Юсок. Їхні герої — нетипова закохана пара, які полюбили один одного, незважаючи на незвичайні перешкоди.

## Сюжет
Хіджін (Со Джон) — німа господиня кількох плавучих будиночків на озері, де її гості займаються риболовлею. На ній лежить вся турбота про клієнтів, також вона перевозить людей на берег і назад, продає їм їжу, поставляє повій, а іноді надає сексуальні послуги сама. Хьонсік (Кім Юсок), колишній поліцейський, переховується від закону і поселяється в одному з будиночків Хіджін, і між ними починає розвиватися дивний зв'язок. Хіджін цікавиться минулим Хьонсіка і починає піклуватися про нього, рятуючи від двох спроб самогубства. Після того, як Хьонсік став свідком двох вбивств, він хоче покинути курорт, але Хіджін, що володіє єдиним човном, не відпускає його і не дає відплисти самостійно. Потім Хьонсік рятує Хіджін від самогубства.

## Критика
Як і багато інших фільмів Кім Кі Дука, «Острів» був погано сприйнятий в Південній Кореї. Однак фільм демонструвався на декількох кінофестивалях, й став одним з перших корейських фільмів, які брали участь в конкурсі на Венеціанському кінофестивалі. Під час перших переглядів деяких глядачів нудило, інші непритомніли. Під час фестивалю фільм був окремо відзначений NETPAC.
У своєму огляді Роджер Еберт, котрий переглянув фільм на фестивалі Sundance Film Festival 2001, похвалив операторську роботу, зазначивши, що «це один з найбільш чорнушних і нудотних фільмів, навіть описи в даному огляді можуть здатися надмірними». Юрій Гладильщиков («Підсумки») через велику кількість шокуючих сцен порівнював «Острів» з японським фільмом Кінопроба.
У Росії фільм демонструвався на 6-му кінофестивалі «Образи любові» в 2001 році, де отримав спеціальне згадку «за найбільш шокуюче кохання».
Успіх фільму на фестивалях дозволив збільшити аудиторію кінострічки в декількох країнах, виходячи у все більш широкий прокат, незважаючи на те, що він відноситься до категорії артгаус.
Фільм містить кілька жорстоких сцен, зокрема, у деяких критиків і глядачів викликали огиду дві сцени зі спробою самогубства рибальськими гачками. Також фільм містить кілька епізодів, в яких показано жорстоке поводження з тваринами; режисер стверджує, що сцени не постановочні .